# Ciego tocando la zanfonía
Ciego tocando la zanfonía es un cuadro del pintor francés Georges de la Tour (1593-1652). Es una pintura realizada al óleo sobre lienzo, y mide 86 cm de alto por 62.5 cm de ancho. Fue iniciada en 1620 y finalizada en 1630. Se encuentra en el Museo del Prado.
La Tour realizó varios trabajos donde plasmaba a ciegos tocando la zanfonía, pero muestran grandes diferencias unas pinturas de otras con esta temática por su técnica, pero más por como se representa al anciano, donde se encuentran variaciones en el escenario y en la postura del hombre.

## Contexto
La obra es parte del movimiento barroco, y al ser una pintura de género es una representación de la sociedad de su tiempo. La Tour es famoso por sus representaciones dentro del tenebrismo, influenciado por el caravaggismo, técnicas que pueden hacerse notar en esta pieza por la combinación de los colores, la sombra y la luz.

## Descripción de la obra
En el cuadro se muestra a un hombre ciego de avanzada edad posando de perfil, sentado y tocando su zanfonía, o zanfona, moviendo la manivela con la mano derecha y tocando el teclado con la mano izquierda. El hombre viste una capa que cubre su chaleco color café y un par de pantalones asalmonados, siendo retratado con la boca un poco abierta, haciendo en la pintura el efecto de que se encontraba cantando la melodía que tocaba con la zanfonía. La figura del anciano resalta sobre el fondo oscuro, teniendo una fuente de luz frontal a él. 
A pesar de su condición mendicante y de pobreza, el hombre aparece bien vestido. La expresión de su rostro, que se nota en la ceja levantada, indica la emoción que le provoca la pieza musical que está interpretando.
Se ha sugerido que es posible apreciar en el ojo izquierdo cerrado del intérprete de la zanfona "dudosos enoftalmos y ptosis secundaria".

## Técnica
La técnica es realista, mostrando un detalle impecable en los detalles. Las pinceladas certeras se hacen notar en la textura del rostro del anciano, haciendo notar las arrugas, así como el cabello y su barba descuidada. Este detalle resalta en la obra en general, tanto en la madera del instrumento como en la tela de la vestimenta.  

## Análisis
Algunos instrumentos musicales durante el periodo barroco tenían un significado particular. En el caso de la zanfona, se trataba de un instrumento asociado al pueblo, a los desheredados, los pobres y mendigos. Durante el siglo XVII fue ampliamente representado. Asimismo, La Tour representó a otros intérpretes de instrumentos, como en el caso de un intérprete de triángulo. Tanto las obras de Gorges de la Tour como las de Rembrandt, en las que aparecen hombres ciegos tocando la zanfonía hacen alusión a que son víctimas de una enfermedad trágica.